# Torino Capitale Mondiale del Libro con Roma

Logo della manifestazione

L'UNESCO ha proclamato Torino Capitale Mondiale del Libro per il periodo 2006-2007, in collaborazione con Roma. Per la prima volta questo riconoscimento è andato all'Italia; le precedenti capitali erano state nell'ordine Madrid, Alessandria d'Egitto, Nuova Delhi, Anversa e Montréal.
Questo riconoscimento è stato celebrato dal 23 aprile 2006 al 22 aprile 2007 con una serie di 848 eventi dedicati al libro, tra i quali nuove manifestazioni ad hoc oltre a edizioni speciali di eventi annuali come la Fiera Internazionale del Libro, il Torino Film Festival, il Festival internazionale letterature e il Premio Strega.
Il direttore delle manifestazioni è Rolando Picchioni, presidente della Fondazione per il libro, la musica e la cultura; coordinatore generale è Filippo Fonsatti; direttore della comunicazione Nicola Gallino.
Lo slogan ufficiale della manifestazione è Torino Capitale Mondiale del Libro con Roma: due città da sfogliare.

## Le manifestazioni a Torino
Il calendario delle manifestazioni ha visto centinaia di incontri, spettacoli, dibattiti, concerti e rassegne che si sono svolte in teatri, biblioteche, saloni, per le vie e le piazze. Gli eventi hanno interessato tutta la città e il territorio del Piemonte: le 10 circoscrizioni di Torino sono state protagoniste di un itinerario culturale ispirato alla punteggiatura: ogni circoscrizione ha "adottato" un segno ed ha organizzato intorno ad esso un programma annuale di eventi.
- Sotto i due punti (simboleggianti la spiegazione, l'approfondimento) si sono tenute le lezioni magistrali dei Nove Maestri. Essi sono Luigi Luca Cavalli-Sforza, Carlo Ginzburg, James Hillman, Joseph Stiglitz, Abraham Yehoshua, Peter Singer, Mario Vargas Llosa, Steven Rose, George Steiner. Le conferenze si sono svolte nella I circoscrizione di Torino.
- Il Punto interrogativo (che rappresenta, ovviamente, i grandi interrogativi della vita), ha simboleggiato le Domande al male, pendant delle Domande a Dio comprese nel ciclo culturale Torino Spiritualità.
- Il Punto rappresenta la conclusione di una storia e l'inizio di una nuova. Esso è stato scelto dalla IX circoscrizione (Nizza Millefonti, Lingotto, Filadelfia).
- Sotto il Punto esclamativo si sono svolte attività sul tema della risata e della sorpresa. A presentarle, alcuni comici (Paolo Rossi, Fabio De Luigi, Roberto Antoni, Massimo Carlotto, Marco Paolini. Il Punto Esclamativo è stato affidato alla V Circoscrizione (Quartieri di Borgata Vittoria, Madonna di Campagna, Lucento, Borgata Ceronda, Vallette).
- La Virgola, scelta dalla VI Circoscrizione, è invece il simbolo del dialogo interculturale.
- Le Parentesi rappresentano invece un inciso e sono state scelte dalla VIII Circoscrizione (Borgo Po, San Salvario, Cavoretto).
- i Punti di sospensione sono invece un invito all'improvvisazione e alla creatività. Essi sono stati scelti dalla X Circoscrizione e sono state un invito alla riscoperta dei cantastorie e menestrelli (come il festival dell'oralità al Borgo Medievale)
- @ o Chiocciolina, simbolo dell'informatica e della scrittura virtuale, ha accompagnato il percorso attraverso le "scritture mutanti" della rete. È stata adottata dai quartieri Parella, San Donato e Campidoglio.
- le Virgolette, metafora dei neologismi e degli slang, sono invece state affidate alla III Circoscrizione (Pozzo Strada, Borgo San Paolo, Cit Turin, Borgata Lesna, Cenisia)
- In ultimo, il Punto e virgola, segno del coordinamento, affidato alla VII Circoscrizione (Aurora, Borgo Vanchiglia / Vanchiglietta, Madonna del Pilone)

Il 22 aprile 2006 Torino Capitale Mondiale del Libro ha organizzato la giornata inaugurale con Bookstock, un grande reading con Alessandro Baricco, Gabriele Vacis e molte personalità della cultura e dello spettacolo, e il 23 aprile 2006  insieme ai Subsonica l'evento Volumi all'idrogeno: un grande raduno di artisti piemontesi per celebrare il legame tra la musica e la letteratura. All'evento gratuito hanno partecipato Èlia (Lalli e Pietro Salizzoni), Gatto Ciliegia contro il Grande Freddo, Perturbazione, Wu Ming, Dario Voltolini, Marlene Kuntz, Mau Mau, Africa Unite, Linea 77, Subsonica ed Alessandro Baricco.
Si sono tenute inoltre edizioni speciali di eventi annuali come la Fiera Internazionale del Libro, il Torino Film Festival, il Festival delle Colline Torinesi e il TrafficFreeFestival. Nel corso dell'anno sono stati celebrati gli anniversari di grandi autori originari di Torino e del Piemonte come Primo Levi, Giuseppe Giacosa, Lalla Romano e Mario Soldati. Fra le sedi delle iniziative vi era uno dei due padiglioni di Atrium, la struttura realizzata in Piazza Solferino in occasione dei XX Giochi olimpici invernali. L'interno del padiglione, curato dall'architetto Paolo Maldotti con la grafica di Ugo Nespolo, ha illustrato il programma delle manifestazioni con libri, video e postazioni per computer.

## Le manifestazioni a Roma
Il programma di Roma prevede attività di promozione della lettura in città e in tutta la regione, compresa la creazione di una rete di cooperazione internazionale per l'educazione alla lettura. Il programma di Roma è curato dal Comune insieme alla Provincia di Roma e alla Regione Lazio.
I due punti chiavi del programma romano saranno il sistema delle Biblioteche di Roma e il Festival internazionale letterature della Basilica di Massenzio.
Il sistema bibliotecario è stato arricchito con la creazione di due nuove strutture e l'ampliamento di due strutture già esistenti, oltre alla costituzione di una nuova sede, a Villa Poniatowski, per la Casa delle letterature.
Faranno parte del calendario anche i premi letterari della capitale, a partire dal Premio Strega che nel 2006 celebra la sessantesima edizione, e i programmi del comune di Roma per il sostegno e la diffusione dell'editoria e della lettura nei paesi del Sud del mondo.

## IlGrand Re-tour
Traendo ispirazione dal Grand Tour, il percorso di formazione degli intellettuali europei dal XVI al XIX secolo (tra i quali Goethe, Stendhal, Mozart, Byron, Dostoevskij e Nietzsche), gli organizzatori hanno concepito un viaggio in Italia, battezzato Grand Re-tour, che è partito il 29 maggio da Catania e il 31 maggio da Siracusa e si è concluso il 2 giugno 2007 a Orta San Giulio. Le altre tappe del viaggio sono state Genova, Lecce, Urbino, Firenze, Venezia, Roma, Napoli, Bologna, Parma, Torino e Milano.
Scopo delle iniziative - incentrate su un convegno internazionale a carattere culturale, uno a carattere socioeconomico, lo spettacolo Il Paesaggio Umano condotto da Marino Sinibaldi, concerti e spettacoli, è interrogarsi sul ruolo che la cultura, la creatività e la lingua italiana possono ancora avere nella formazione degli intellettuali nelle aree emergenti del mondo.
Il comitato scientifico del Grand Re-tour è presieduto dall'italianista Carlo Ossola ed è composto da Aldo Bonomi, Ernesto Ferrero, Francisco Jarauta, Marino Sinibaldi e Giuliano Soria.